# Bahamy na Letních olympijských hrách 1996
Bahamy se účastnily Letní olympiády 1996 v americké Atlantě ve 4 sportech. Zastupovalo je 26 sportovců (19 mužů a 7 žen).

## Medailové pozice
| Medaile | Jméno                                                                                                  | Sport    | Disciplína             |
| ------- | --- | -------- | ---------------------- |
| Stříbro | Eldece Clarkeová Pauline Davisová Sevatheda Fynesová Chandra Sturrupová Debbie Fergusonová (v rozběhu) | Atletika | Ženy štafeta 4 × 100 m |